# Карательный отряд
«Карательный отряд» (англ. Force of Execution) — американский боевик режиссёра Киони Ваксмана. Премьера состоялась 17 декабря 2013 года. Фильм вышел сразу на DVD. Исполнителем главной роли фактически выступил мастер боевых искусств Брен Фостер, исполнивший эффектные боевые сцены вместо более возрастных, но более узнаваемых Стивена Сигала, Винга Рэймса и Дэнни Трехо, которые формально были указаны выше в титрах.

## Сюжет
Глава преступной империи Александр Котс разрывается между своим желанием покинуть преступную жизнь и сохранить нажитые преступным путём богатство и власть. Ему бросает вызов новый криминальный босс, который намерен сокрушить Котса и занять его место. Теперь Котс может рассчитывать только на своего верного протеже-киллера, который становится его единственной надеждой на спасение.

## В ролях
| Актёр           | Роль           |
| --------------- | -------------- |
| Стивен Сигал    | Александр Котс |
| Винг Рэймс      | Айс Мэн        |
| Дэнни Трехо     | Осо            |
| Брен Фостер     | Роман Хёрст    |
| Фрэнк Мир       | охранник       |
| Дженни Габриэль | Карен          |
| Марлон Льюис    | Данте          |
| Гилли Да Кид    | Клэй           |
| Дэвид Хаус      | Дрэ            |
| Биг Ю. Хенли    | Лэтрелл        |